# Mabel and Fatty Viewing the World's Fair at San Francisco
Mabel and Fatty Viewing the World's Fair at San Francisco és una pel·lícula muda de la Keystone dirigida i protagonitzada per Roscoe Arbuckle i Mabel Normand. La pel·lícula, d’una bobina, es va estrenar 22 d’abril de 1915.

## Argument
Fatty Arbuckle i Mabel Normand, estrelles de la Keystone, porten els espectadors de visita per l'Exposició Panamà-Pacífic de 1915 a San Francisco. Les visites de Fatty i Mabel s'intercalen amb plans de les principals atraccions de l'Exposició, inclòs el cuirassat nord-americà "Oregon", el vaixell de convictes australià "Success", el pal de bandera més alt del món (251 peus), la Cort de l'Abundància, la Cort de l'Univers (amb jardí submergit) i la Torre de les Joies. Fatty i Mabel també visiten l'Ajuntament de San Francisco, encara en construcció, acompanyats de l'aleshores alcalde de San Francisco, James Rolph Jr. També hi apareix l'estrella de l'òpera Ernestine Schumann-Heink, que fa broma amb Fatty.

## Repartiment
- Roscoe Arbuckle (ell mateix)
- Mabel Normand (ella mateixa)
- James Rolph, alcalde de San Francisco (ell mateix)
- Ernestina Schumann-Heink (ella mateixa)